# 赤肩鵟
赤肩鵟（学名：Buteo lineatus）为鹰科鵟屬的一种鸟，分布于北美洲，该物种于1788年由约翰·弗里德里希·格梅林描述，被IUCN列为无危物种。雄性体长大约为38至58公分，雌性体长大约为47至61公分。
其种加词“Lineatus”意为“有线纹的”。